# セントルシア労働党
セントルシア労働党（セントルシアろうどうとう、英語: Saint Lucia Labour Party、略称SLP）は、セントルシアの社会民主派政党。セントルシアの代議院17議席のうち6議席を有する。

## 党史
セントルシア労働党は1949年、セントルシア労働者協同組合（Saint Lucia Workers Cooperative Union）の後援で成立した。セントルシアではじめて普通選挙が行われた1951年セントルシア総選挙において、ジョージ・チャールズ率いる労働党は8議席のうち5議席を獲得した。続く1954年セントルシア総選挙でも5議席を維持、1957年の選挙では8議席のうち7議席、1961年の選挙では10議席のうち9議席を獲得するなど勝ち続けた。
1964年セントルシア総選挙は労働党がはじめて敗北した選挙である。ジョン・コンプトン率いる、労働党から分裂した連合労働者党、並びに連合労働者党と合同した人民進歩党が10議席のうち6議席を獲得して政権の座につき、労働党が2議席しかなかったのだった。続く1969年セントルシア総選挙で1議席増やし、1974年セントルシア総選挙で7議席まで増やしたが、議席数が17に上がったため政権奪還にはならなかった。
1979年2月22日にセントルシアがイギリスから独立した以降にはじめて行われた1979年セントルシア総選挙で17議席のうち12議席を獲得して政権を奪還、アラン・ルイジーが首相に就任した。その後、1981年にウィンストン・セナックが、1982年にマイケル・ピルグリムが就任した。
1982年セントルシア総選挙ではジョン・コンプトン率いる連合労働者党に敗北して2議席しか獲得できなかった。左翼からジョージ・オドラム率いる進歩労働党が分離したことも敗北の一因である（進歩労働党自体は1議席）。続く1987年に行われた2回の選挙ではいずれも8議席、1992年セントルシア総選挙では6議席に留まった。
1979年から1982年まで閣僚を務めたケニー・アンソニーのもと、労働党は1997年セントルシア総選挙で大勝して16議席を獲得、政権を奪還した。続く2001年セントルシア総選挙でも14議席を獲得して政権を維持した。
しかし、2006年セントルシア総選挙では前年にジョン・コンプトンを党首に呼び戻した連合労働者党に敗北した（コンプトンは1996年に引退していた）。ケニー・アンソニーはこの野党期でも労働党の党首を務めた。2011年セントルシア総選挙では11議席を獲得、2007年に死去したコンプトンに代わって連合労働者党を率いたスティーブンソン・キングに勝利した。
2016年セントルシア総選挙で6議席しか獲得できずに連合労働者党（11議席）に敗れると、ケニー・アンソニーは党首を辞任した。元副首相のフィリップ・ピエールは同年6月18日に党首に就任した。
2021年7月26日の総選挙では13議席を獲得し政権奪還に成功。7月28日にフィリップ・ピエール党首が首相に就任した。